# Abdülhak Hâmid Tarhan
Abdülhak Hâmid Tarhan (Beşiktaş, 2 gennaio 1852 – Istanbul, 12 aprile 1937) è stato un poeta turco.
Fu autore delle opere Tariq e Gli spiriti, che segnarono la sua adesione al tardo romanticismo turco.